# البنك الصناعي الياباني
البنك الصناعي الياباني بنك ياباني ، تأسس خلال الثورة الصناعية في عام 1902 في اليابان. وهو من أكبر المصارف بالعالم في النصف الثاني من القرن العشرين .
ادمج البنك مع عدة بنوك يابانية أخرى مثل بنك فوجي وشكلوا معا مجموعة ميزوهو المالية في عام 2002 .